# Ермије Војник
Свети Ермије је хришћански мученик. Остарео као царски војник и у старости пострадао због вере у Христа. Пошто га је судија мучитељ узалуд одвраћао од хришћанства и саветовао му да принесе жртве идолима, наредио је да му камењем избију зубе и ножем кожу са лица одеру. У хришћанској традицији помиње се да су да потом бацили у огњену пећ, али је он устао, сачуван благодаћу Божјом, а после тога испио јак отров, који му је дао неки пагански свештеник по наредби судије, али тај отров му ништа није наудио. Видећи то пагански свештеник, толико се изненадио да јавно исповедио веру у Христа, због чега је одмах мачем посечен. Потом су Ермију извадили оба ока, а он је рекао судији: "Узми себи ове очи телесне, које гледају сујету света, ја имам очи срца, којима јасно видим светлост истиниту". У хришћанској традицији помиње се да је за ноге обешен, али да су се они који су му то учинили, ослепели и тетурали се око њега. Свети Ермије призвао их себи, ставио своје руке на њих и молитвом повратио им вид. Видећи све ово судија се разјарио, па је извади нож и одсекао главу Ермију. Хришћани су потајно узели тело Ермијево и сахранили га. Хришћани верују да су његове мошти давале исцељење болесницима. Свети Ермије је убијен 166. године за време владавине цара Марка Аурелија.
Српска православна црква слави га 31. маја по црквеном, а 13. јуна по грегоријанском календару.